# Kolozsvári Állami Magyar Színház és Opera (épület)
A kolozsvári Állami Magyar Színház és Állami Magyar Opera közös épületben tevékenykedik. A ház a Kis-Szamos partján, a Sétatér mellett, az Emil Isac utca 26-28. szám alatt található. A romániai műemlékek  jegyzékében a CJ-II-m-B-07462 sorszámon szerepel.

## Története
Az első épület ezen a helyen 1874-ben Zimmermann Henrik tervei alapján épült, Korbuly Bogdán bankigazgató kezdeményezésére és zömében saját költségén. Az első előadást 1874. június 13-án tartották benne. Eredetileg nyári színkör-ként volt ismert, mivel a színház csak a meleg hónapokra költözött ide. (Év közben az előadások 1906-ig a ma már nem létező Farkas utcai kőszínházban, 1919-ig a Hunyadi téri színházban, azaz a jelenlegi Lucian Blaga Nemzeti Színház épületében folytak.)
A nyári színkör favázas épületét 1908-1910-ben az akkori színigazgató, dr. Janovics Jenő betonvázasra cseréltette, úgy, hogy alkalmas legyen hangversenyek tartására és mozgókép előadásra is. Az új, szecessziós stílusú épület tervezői Márkus Géza és Spiegel Frigyes voltak. Az építkezésre a város kölcsönt vett fel, a törlesztést dr. Janovics Jenő közjegyzői okiratban magára vállalta.
Az új épület 1910. július 10-én készült el, és megnyitó előadását 1910. július 18-án tartották. A megnyitó előadáson Erkel Ferenc Hunyadi-indulója és Harsányi Zsolt prológja után az Obsitos-t mutatták be. Ugyanebben az évben augusztus 18-án egy megnyitó díszelőadás is volt, Ferenc József 80. születésnapjának tiszteletére.
Az épületet bálok rendezéséhez is használták; mivel a nézőtér alatti előcsarnok teljes padozatát fel lehetett szedni, ez volt a város legnagyobb bálterme. Az épület akusztikája nem volt jó, így a prózai darabok előadására kevésbé volt alkalmas. 1945-ben, a Kolozsvári Állami Magyar Színház megalakulásakor végzett karbantartási munkák során az akusztikát belső átalakításokkal próbálták javítani.
1960-ban az épület homlokzatát átalakították, megnagyobbítva az előcsarnokot.